# Aftentid og morgengry
Aftentid og morgengry er en roman af Ken Follett, der udkom i 2020 i England med originaltitlen: The Evening and the Morning.

## Hovedpersoner
- Edgar: Talentful skibsbygger og generel håndværker.

- Ragna: Smuk og klog Normansk prinsesse.

- Aldred: Munk som ønsker at opbygge et bibliotek i klosteret.

- Biskop Wynstan: Biskop over Aldred.
- Wilwulf (også kaldet Wilf): Ældste halvbror til Wynstan og Wigelm, og ealdormand af Shiring.  Han bliver gift med Ragna imod kongens vilje, efter han mødte hende og de blev forelsket, da han var i Cherbourg.
- Wigelm: Yngste bror til Wynstan og halvbror til Wilwulf.